# Katy Carr
Ne doit pas être confondu avec Katie Carr.
Katy Carr est une chanteuse, musicienne, compositrice et aviatrice britannique, d'origine polonaise par sa mère. 
Elle a sorti quatre albums Screwing Lies (2001), Passion Play (2003), Coquette (2009) et Paszport (2012) sous label Madame Deluce Recordings. 
Son quatrième album Paszport a été publié en Pologne par MJM Music PL le 17 septembre 2012 et chez Madame Deluce Recordings en Grande-Bretagne le 11 novembre 2012. 
Katy Carr joue sur des instruments variés comme un antique piano électrique Wurlitzer, de l'ukulélé et du banjolele sur ses enregistrements avec son groupe, Katy Carr and the Aviators. La voix suave et souvent obsédante de Katy Carr peut être entendue partout, de la Royal Opera House au Glastonbury Festival .

## Biographie
Née à Nottingham d'une mère polonaise et d'un père anglo-écossais, Katy Carr a commencé à chanter dès l'école primaire et y a remporté plusieurs concours de chant. Au cours de son adolescence, elle était centrée sur l'objectif de « devenir pilote d'avion ». Katy Carr est inscrite à cette période au Air Training Corps et atteint le rang de warrant officer dans son escadron de cadets de l'air : « Dans mon adolescence j'avais besoin de discipline, de croyance, de confiance pour m'éviter de faire des conneries. L'ATC m'a donné des frissons : chaque week-end je sortais avec des pilotes de la Royal Air Force, en visitant différents aérodromes et aéroports. J'ai rêvé de voler tout le temps et j'ai été extrêmement inspiré par Amelia Earhart et Amy Johnson ». Grâce à son implication avec les Cadets de l'air, elle a une licence de pilote de planeur et a reçu une bourse de la Royal Air Force à la fin de son adolescence et a obtenu sa licence de pilote privé à Durham Tees Valley Airport. Katy Carr a également pris part au Prix du duc d'Édimbourg et a remporté tous les niveaux : bronze, argent et a reçu sa médaille d'or des mains du duc d'Édimbourg au palais de Saint-James.
La chanson Mała little Flower sur l'album Paszport s'inspire de la vie de Irene Gut Opdyke pendant la Seconde Guerre mondiale.

## Récompenses
- London Music Award 2012[4]
- Polish Daily Award for Culture[5]
- Meilleure Artiste aux Songlines Music Awards 2013[6]

## Discographie
- 2001 : Screwing Lies (album)
- 2003 : Passion Play (album)
- 2008 : The Crow Club (artist compilation album)
- 2009 : Kommander's Car (single)
- 2009 :  Coquette (album)
- 2012 : Kommander's Car (remastered single)
- 2012 : Kazik and the Kommander's Car (DVD)[7]
- 2012 : Paszport (album)